# Gridr (lune)
Gridr (Saturne LIV, désignation provisoire S/2004 S 20) est un satellite naturel de Saturne découvert par Scott S. Sheppard, David C. Jewitt et Jan Kleyna sur des observations effectuées avec le télescope Subaru entre 2004 et 2007. Il fait partie du groupe nordique. Il est officiellement nommé le 24 août 2022 d'après la géante Gridr de la mythologie nordique.